# Mesna
Il mesna è una sostanza chimica di formula {\displaystyle {\ce {C2H5NaO3S2}}} che a temperatura ambiente si presenta come una polvere cristallina bianca, dall'odore caratteristico di uova marce.

## Storia
Il medicinale è stato inserito nella lista dei farmaci essenziali dell'Organizzazione Mondiale della Sanità nel 2009 per neoplasie maligne non specificate in sedi non ben identificate o non specificate, per essere rimosso nel 2015. Nello stesso anno è stato inserito per il trattamento dell'osteosarcoma dell'osso e delle cartilagini, il rabdomiosarcoma, altre neoplasie maligne dell'ovaio, il tumore a cellule germinale dei testicoli e il sarcoma di Ewing. Nel 2021 è stato inserito anche per il trattamento del linfoma di Burkitt e le neoplasie maligne del rene.

## Caratteristiche strutturali e fisiche
Il composto presenta le seguenti caratteristiche:
- 1 donatore di legami a idrogeno
- 4 accettori di legami a idrogeno
- 2 legami ruotabili
- massa monoisotopica = 163,95778065 g/mol
- superficie polare = 66,6 Å²
- 8 atomi pesanti

In caso d'incendio può dare origine a gas e vapori pericolosi contenenti ossidi di carbonio, ossidi di zolfo e ossidi di sodio.

## Reattività e caratteristiche chimiche
Mesna è un composto tiolico, cioè un composto organico contenente un gruppo sulfidrilico (SH). Il composto può reagire violentemente con agenti ossidanti forti.

### Spettri analitici
Sono disponibili i seguenti spettri analitici del composto:
- spettro 1H NMR[5]
- spettro 13C NMR[6]
- spettro 17O NMR[7]
- spettro GC-MS[8]
- spettro MS-MS[9]
- spettro LC-MS[10]
- spettro FTIR[11]
- spettro ATR-IR[12]
- spettro Raman[13]

## Farmacologia e tossicologia

### Farmacocinetica
Il MESNA ha una vita media plasmatica, dopo fleboclisi, di circa 1,5 ore, con variazioni minime fra specie e specie (cavia, ratto, cane e uomo). La distribuzione tissutale è trascurabile (Vd = 0,652 ± 0,242 L/Kg). L'eliminazione della sostanza e dell'unico metabolita identificato (il 2,2 ditio-bisetansulfonato disodico) avviene rapidamente e completamente per via renale (32% come mesna e 33% come dimesna) con un'emivita di eliminazione pari e 0,36 ore. La clearance plasmatica del farmaco è pari a 1,23 L/h/kg.

### Farmacodinamica
Si tratta di un composto tiolico che esplica azione protettiva nei confronti dei processi infiammatorio-emorragici della mucosa vescicale indotti dagli agenti antiblastici ossazafosforinici: possiede uno spiccato organotropismo nei confronti delle vie urinarie e mediante due tipi di reazioni chimiche inattiva l'acroleina (prodotto di demolizione delle ossazafosforine, altamente urotossico) ed i 4 idrossimetaboliti. In vitro il farmaco ha dimostrato proprietà mucolitiche riuscendo a spezzare i ponti disolfuro delle mucoproteine.

### Effetti del composto e usi clinici
Il MESNA è utilizzato nella profilassi della tossicità a livello del tratto urinario, in particolare la cistite emorragica, nei pazienti trattati con ciclofosfamide e ifosfamide. In particolare come terapia di supporto in pazienti affetti da osteosarcoma, rabdomiosarcoma, tumore all'ovaio, tumore a cellule germinali dei testicoli, sarcoma di Ewing, linfoma di Burkitt (inclusa la leucemia di Burkitt) o il tumore maligno del rene (eccetto il tumore della pelvi renale).

### Tossicità
In studi di tollerabilità condotti su volontari sani, impiegando dosi singole di 60-70 mg/kg per via endovenosa ed orale, sono stati rilevati fenomeni quali nausea, vomito, coliche, diarrea, cefalea, dolori alle articolazioni, caduta pressoria e tachicardia, reazioni cutanee, depressione, irritabilità, affaticamento, debolezza, vampate, bradicardia, parestesia, febbre e broncospasmo. In pazienti trattati con ossazafosforine a cui venivano somministrate per via endovenosa dosi giornaliere ≥ 80 mg/kg, è stato riscontrato un tasso di nausea, vomito e diarrea notevolmente maggiore rispetto a pazienti a cui venivano somministrate dosi più basse o solo terapie di idratazione.

### Controindicazioni ed effetti collaterali
Reazioni di ipersensibilità sono state riportate più frequentemente in pazienti con disturbi del sistema immunitario che in pazienti con tumore. Sono stati riportati alcuni casi di reazioni iperergiche quali:
- trombocitopenia
- reazioni cutanee e alle mucose, di varia estensione e gravità: prurito, eritema, arrossamento, formazione di bolle, sindrome di Lyell, sindrome di Steven-Johnson
- edema orticarioide
- congiuntivite
- rari casi di ipotensione
- tachicardia
- tachipnea dovuta a gravi reazioni anafilattiche
- ipertensione
- elevazione del segmento ST
- mialgia
- temporaneo aumento dei valori delle transaminasi
- rari casi di irritazione venosa nel punto di iniezione

Sono inoltre stati riportati altri effetti collaterali quali:
- faringite
- sistema emolinfopoietico: linfoadenopatia, pancitopenia, leucopenia, linfopenia, eosinofilia
- anoressia e disidratazione
- sistema nervoso: parestesia, iperestesia, sincope, ipoestesia, disturbo dell’attenzione, convulsioni
- fotofobia ed edema periorbitale
- palpitazioni
- apparato respiratorio: tosse, congestione nasale, dolore pleuritico, bocca secca, dispnea, epistassi, ipossia, emottisi e diminuzione della saturazione d'ossigeno
- apparato gastrointestinale: flatulenza, bruciore, sanguinamento delle gengive, stomatite
- epatite
- iperidrosi
- astenia

### Interazioni
In vitro risulta essere incompatibile con cisplatino, carboplatino e mostarda azotata ed è reattivo con l’acroleina. La miscelazione con epirubicina provoca l’inattivazione dell’epirubicina e deve essere evitata. Il trattamento con MESNA può dare origine a:
- falsa positività al test dell'acetone
- falsa positività o falsa negatività al test dipstick (strisce reattive) per ematuria
- falsi positivi nel test di screening sulle urine per acido ascorbico a base di reagente di Tillman